# Campionato mondiale cadetti di scherma 1990
Il Campionato mondiale cadetti di scherma del 1990 ("1990 World Cadets Fencing Championships") è stato organizzato dalla Federazione internazionale della scherma e si è svolto a Göteborg in Svezia dal 28 al 29 aprile.
Nel fioretto, si sono aggiudicati i titoli del campionato mondiale il tedesco Fabio Cedrone, che ha battuto in finale il connazionale Jan Eric Rauhaus, e l'italiana Valentina Vezzali che ha avuto la meglio sulla tedesca Simone Bauer.
Nella spada il tedesco Alexander Rüdinger ha battuto in finale il magiaro Gabor Totola, ottenendo il titolo mondiale cadetti maschile, mentre tra le donne l'elvetica Milagros Palma ha superato la svedese Ingela Ronquist.
Nella sciabola il polacco Dariusz Gilman prevale sul tedesco Eero Lehmann.

## Podi

### Uomini
| Specialità  | Oro                | Argento          | Bronzo                       |
| Individuali |                    |                  |                              |
| Fioretto    | Fabio Cedrone      | Jan Eric Rauhaus | Rahman Mohammed Abdel        |
| Spada       | Alexander Rüdinger | Gabor Totola     | Osmany Perreira              |
| Sciabola    | Dariusz Gilman     | Eero Lehmann     | Candido Alberto Amaya Camejo |

### Donne
| Specialità  | Oro               | Argento         | Bronzo       |
| Individuali |                   |                 |              |
| Fioretto    | Valentina Vezzali | Simone Bauer    | Ivonne Bedei |
| Spada       | Milagros Palma    | Ingela Ronquist | Marie Walker |

## Medagliere
| Pos.   | Nazione    | Oro | Argento | Bronzo | Totale |
| ------ | ---------- | --- | ------- | ------ | ------ |
| 1      | Germania   | 2   | 3       | 1      | 6      |
| 2      | Italia     | 1   | 0       | 0      | 1      |
| 2      | Polonia    | 1   | 0       | 0      | 1      |
| 2      | Svizzera   | 1   | 0       | 0      | 1      |
| 5      | Ungheria   | 0   | 1       | 0      | 1      |
| 5      | Svezia     | 0   | 1       | 0      | 1      |
| 7      | Cuba       | 0   | 0       | 2      | 2      |
| 8      | Porto Rico | 0   | 0       | 1      | 1      |
| 8      | Egitto     | 0   | 0       | 1      | 1      |
| Totale | Totale     | 5   | 5       | 5      | 15     |